# Anisogomphus wuzhishanus
Anisogomphus wuzhishanus är en trollsländeart som beskrevs av Chao 1982. Anisogomphus wuzhishanus ingår i släktet Anisogomphus och familjen flodtrollsländor. Inga underarter finns listade i Catalogue of Life.